# فرانكلين جاي دبليو. شميت
فرانكلين جاي دبليو. شميت (بالإنجليزية: Franklin J. W. Schmidt)‏ هو عالم زواحف وعالم حيوانات أمريكي، ولد في 25 يوليو 1901، وتوفي في 7 أغسطس 1935.